# Martinsburg (West Virginia)
Martinsburg is een plaats (city) in de Amerikaanse staat West Virginia, en valt bestuurlijk gezien onder Berkeley County.

## Demografie
Bij de volkstelling in 2000 werd het aantal inwoners vastgesteld op 14.972.
In 2006 is het aantal inwoners door het United States Census Bureau geschat op 16.392, een stijging van 1420 (9,5%).

## Geografie
Volgens het United States Census Bureau beslaat de plaats een oppervlakte van
13,0 km², geheel bestaande uit land. Martinsburg ligt op ongeveer 149 m boven zeeniveau.

## Plaatsen in de nabije omgeving
De onderstaande figuur toont nabijgelegen plaatsen in een straal van 20 km rond Martinsburg.